# Auberon Herbert (9e baron Lucas)
Pour les articles homonymes, voir Auberon Herbert et Herbert.
Auberon Thomas Herbert, 9e baron Lucas et 5e Lord Dingwall, surnommé « Bron », né le 25 mai 1876 dans la paroisse de Milton dans le Hampshire et mort le 3 novembre 1916 dans le nord de la France,, est un militaire et homme politique britannique.

## Biographie
Il est le 3e enfant et second fils d'Auberon Edward Herbert, philosophe volontariste et libertarien et membre libéral de la Chambre des communes de 1870 à 1874, et de Florence Herbert, née Cowper, fille d'Anne Cowper, suo jure 7e baronne Lucas de la pairie d'Angleterre. Le titre de baron Lucas de Crudwell est créé en 1663 pour Mary Lucas, alors âgée de seulement quelques mois, seule enfant de John Lucas, fait baron Lucas de Shenfield en 1645. John Lucas n'ayant pas de fils, deux titres divergent ainsi : celui de baron Lucas de Shenfield est hérité par son neveu et se transmet par la lignée masculine mais s'éteint à la mort du 3e baron en 1705, tandis que celui de baron(ne) Lucas de Crudwell peut être hérité par une femme. Le titre de Lord Dingwall, de la pairie d'Écosse, date quant à lui de 1609, mais est suspendu en 1715 lorsque le 3e Lord Dingwall soutient le roi d'Écosse déchu Jacques VII contre le roi George Ier. En 1871 le titre de Lord Dingwall est rétabli et revient à Francis Thomas de Grey, qui hérite ensuite du titre de baron Lucas de sa mère en 1880,.

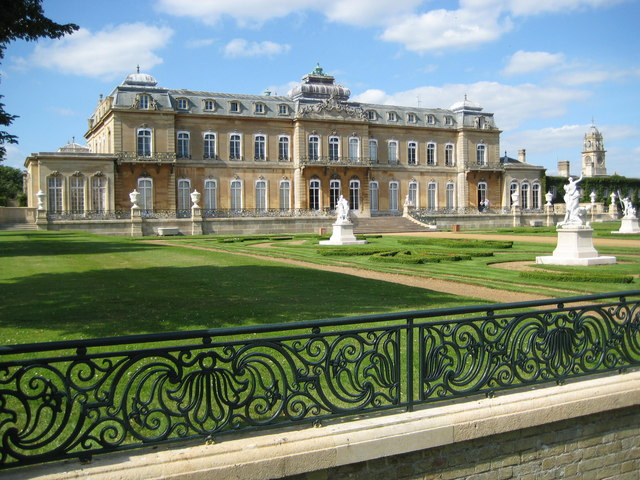
Wrest House, le domaine familial dans le Bedfordshire.

Auberon Herbert est élevé dans un environnement « austère » dans la région de New Forest dans le sud de l'Angleterre. Éduqué à Bedford School, il perd son frère aîné Rolf, mort à l'âge de 9 ans en 1882, et sa sœur aînée Clair, morte à l'âge de 18 ans en 1893. Après ses études au Balliol College de l'université d'Oxford, où il prend part à la célèbre course d'aviron entre les universités d'Oxford et de Cambridge, il travaille comme correspondant de guerre de 1900 à 1902 durant la seconde guerre des Boers dans le sud de l'Afrique. Blessé, il y est amputé d'une jambe. Cela ne l'empêche pas, en 1903, d'intégrer le Hampshire Yeomanry, régiment volontaire de cavalerie, où il est fait capitaine. En juillet 1905, lorsque son oncle maternel Francis de Grey meurt sans descendance, il hérite des titres de baron Lucas et de Lord Dingwall. Il est appelé à un siège à la Chambre des lords en 1907, et est le premier baron Lucas invité à y siéger depuis Anthony Grey, le 3e baron, appelé à la Chambre des lords en 1718,,,.
Il siège sur les bancs du Parti libéral. De 1907 à 1908, il est secrétaire parlementaire privé du ministre de la Guerre, Richard Haldane. En avril 1908, le nouveau Premier ministre Herbert Asquith le fait ministre-adjoint à la Guerre. En 1911, il est ministre-adjoint aux Colonies durant quelques mois, puis est fait secrétaire parlementaire au ministre de l'Agriculture, de la fin de l'année 1911 jusqu'en 1914. Le 6 août 1914 il est fait ministre de l'Agriculture, toujours dans le gouvernement de Herbert Asquith. Ce même mois, avec l'accord de sa sœur cadette Nan, il met son manoir de Wrest Park à disposition des autorités pour en faire un hôpital militaire auxiliaire pour les soldats qui reviendraient blessés du front de la Première Guerre mondiale.
En mai 1915, lorsque Herbert Asquith forme un gouvernement d'union nationale, Bron Herbert démissionne du gouvernement afin de participer à la guerre. Il rejoint le tout jeune Royal Flying Corps, le corps aérien de l'Armée britannique. Il obtient son certificat de pilote en septembre. Il se voit proposer le commandement du 22e escadron, unité de reconnaissance aérienne sur le front de l'Ouest, mais refuse, ne souhaitant pas commander d'autres hommes avant d'avoir acquis lui-même une expérience militaire. Il est posté en Égypte de l'automne 1915 au printemps 1916. Durant le printemps et l'été, il forme de nouvelles recrues de la Royal Flying Corps,.
En octobre 1916, il est déployé avec le 22e escadron sur le front Ouest, et mène des missions de reconnaissance aérienne au-dessus des lignes allemandes. Le 3 novembre, volant au-dessus de Haplincourt dans le nord de la France, il est abattu par un avion allemand, et s'écrase. Il meurt de ses blessures le jour même, à l'âge de 40 ans, tandis que son navigateur est fait prisonnier par les Allemands. Il est inhumé au cimetière militaire à Écoust-Saint-Mein. Il ne s'était jamais marié, et meurt sans enfant ; sa sœur Nan hérite de ses titres et devient ainsi baronne Lucas et Lady Dingwall ; à sa mort en 1958 ces titres passent à sa fille aînée Anne,,,. Auberon Herbert est l'un des quarante-trois parlementaires britanniques morts durant la Guerre et commémorés par un mémorial à Westminster Hall, dans l'enceinte du palais de Westminster où siège le Parlement.